# Rudolf Koštial
Rudolf Koštial (3. dubna 1913 – 28. října 1991) byl slovenský evangelický duchovní (biskup), publicista a překladatel.
Ordinaci k duchovenské službě přijal 10. října 1937. Působil ve sborech v USA, Velké Británii, na Slovensku a v Praze. V letech 1969–1991 byl biskupem Západního distriktu Evangelické církve augsburského vyznání na Slovensku. Roku 1990 do volby generálního biskupa Pavla Uhorskaie prozatímně vedl celou církev. Působil rovněž jako předseda Biblické společnosti na Slovensku.
Byl překladatel zejména anglickojazyčné literatury (Hugh Walpole, George Bernard Shaw, Daniel Defoe aj.)
Je autorem monografií Kresťanstvo a sociálna otázka (1946), Biblia u nás (1989) a Slovenskí evanjelici v zahraničí (1992).